# Corleto Monforte
Corleto Monforte är en ort och kommun i provinsen Salerno i regionen Kampanien i Italien. Kommunen hade 567 invånare (2017).